# 스티브 클라크 (스코틀랜드의 축구인)
스티븐 "스티브" 클라크(Stephen "Steve" Clarke, 1963년 8월 29일 ~ )는 스코틀랜드의 전 축구 선수이다. 현재 스코틀랜드 축구 국가대표팀의 감독이다.